# Higashikagawa
Higashikagawa (Japans: 東かがわ市, Higashikagawa-shi) is een Japanse stad in de prefectuur Kagawa. In 2014 telde de stad 31.524 inwoners.

## Geschiedenis
Op 1 april 2003 kreeg Higashikagawa het statuut van stad (shi). Dit gebeurde na het samenvoegen van de gemeenten Hiketa (引田町), Ochi (大内町) en Shirotori (白鳥町).
Steden:
Higashikagawa · Kanonji · Marugame · Mitoyo · Sakaide · Sanuki · Takamatsu (hoofdstad) · Zentsuji

Districten:
Ayauta · Kagawa · Kita · Nakatado · Shozu
Gemeenten per district